# 可通约性 (科学哲学)
可通约性或者不可通约性是科学哲学的概念。对若干科学理论而言，如果它们可以被同一套术语所描述，使得人们可以通过比较的方式确定哪种理论更加有效或有用，那么便称这几种科学理论是可以通约的。反之，如果这些科学理论建立在完全不同的概念框架上，而且这些框架的语言表述没有太多的重叠，使得科学家无法比较这些理论或利用证据来支持其中的一方，则称这几种科学理论不可以通约。可通约性的概念由路德維克·弗萊克在20世纪30年代引入，并由托马斯·库恩在20世纪60年代推广。